# محمد عصفور (وزير)
محمد عصفور (1935 في عمان، الأردن - 14 يونيو 2020) اقتصادي أردني، ووزير الصناعة والتجارة الأسبق.
```
حاصل ماجستير في الاقتصاد 
وإدارة الأعمال
، وشغل عدة مناصب منها وزير الصناعة والتجارة، ورئيس اتحاد غرف التجارة الأردنية، ورئيس غرفة تجارة عمان، وعضو مجلس إدارة الملكية الأردنية، ورئيس 
غرفة التجارة الدولية
/الأردن.
```

## جوائز
حاصل على وسام الكوكب الأردني من الدرجة الأولى.